# Regolamentazione della qualità nel settore ortofrutticolo
La Regolamentazione della qualità nel settore ortofrutticolo è quell'insieme di norme dettate dalla Comunità Europea in tema di rispetto di standard minimi durante i processi di lavorazione di frutta e verdura a partire dalla raccolta, fino al consumatore finale.
Il Reg. (CE) n° 1234/07 prevede che le Organizzazioni dei Produttori (OP) abbiano come riferimento questi 6 obiettivi:
- pianificazione della produzione
- miglioramento della qualità dei prodotti
- incremento del valore commerciale delle produzioni
- promozione dei prodotti freschi e trasformati
- misure ambientali e metodi di produzione biocompatibili
- prevenzione e gestione delle crisi

L'elemento principale su cui si basa questa normativa è costituito dall'articolo 113 bis, che si pronuncia per quanto riguarda la qualità, sia a livello di lavorazione, che di trasporto , che di chiarezza e lealtà in fase di vendita.
Ulteriori condizioni per la commercializzazione dei prodotti Ortofrutticoli
1. I prodotti ortofrutticoli destinati alla vendita al consumatore come prodotti freschi possono essere commercializzati soltanto se di qualità sana, leale e mercantile e se è indicato il paese di origine.
2. Le norme di commercializzazione di cui al paragrafo 1 del presente articolo ed all'articolo 113, paragrafo 1, lettere b) e c), si applicano a tutte le fasi della commercializzazione, compresa l'importazione e l'esportazione, salvo disposizioni contrarie della Commissione.
[...]
4. Conformemente all'articolo 113, paragrafo 3, secondo comma, e fatte salve le disposizioni specifiche che possono essere adottate dalla Commissione a norma dell'articolo 194, in particolare riguardo all'applicazione uniforme negli Stati membri delle verifiche di conformità, gli Stati membri controllano in maniera selettiva, sulla base di un'analisi del rischio, la conformità dei prodotti ortofrutticoli freschi e trasformati alle rispettive norme di commercializzazione. Tali controlli si concentrano, nella fase precedente alla partenza dalle regioni di produzione, all'atto del condizionamento o del carico della merce. Per i prodotti provenienti da paesi terzi, i controlli sono effettuati prima dell'immissione in libera pratica.»
Queste direttive costituiscono sia un incentivo a mettere sul mercato il top della qualità nel settore, come anche una fonte di incentivazione alla ricerca continua per tutte le imprese che operano nel settore della costruzione di tecnologie per la lavorazione dei prodotti ortofrutticoli.
È infatti tramite la ricerca che si ottengono macchinari che si distinguono sempre più per elevata precisione, produttività e delicatezza, al fine di dare risposte ancor più rapide e mirate alle richieste degli operatori che volessero effettuare la selezione della qualità con parametri personalizzati sempre in linea con gli standard qualitativi europei.
Per ulteriori informazioni più approfondite è possibile consultare direttamente il testo della normativa 1234/07.